# Hans Jordaens III

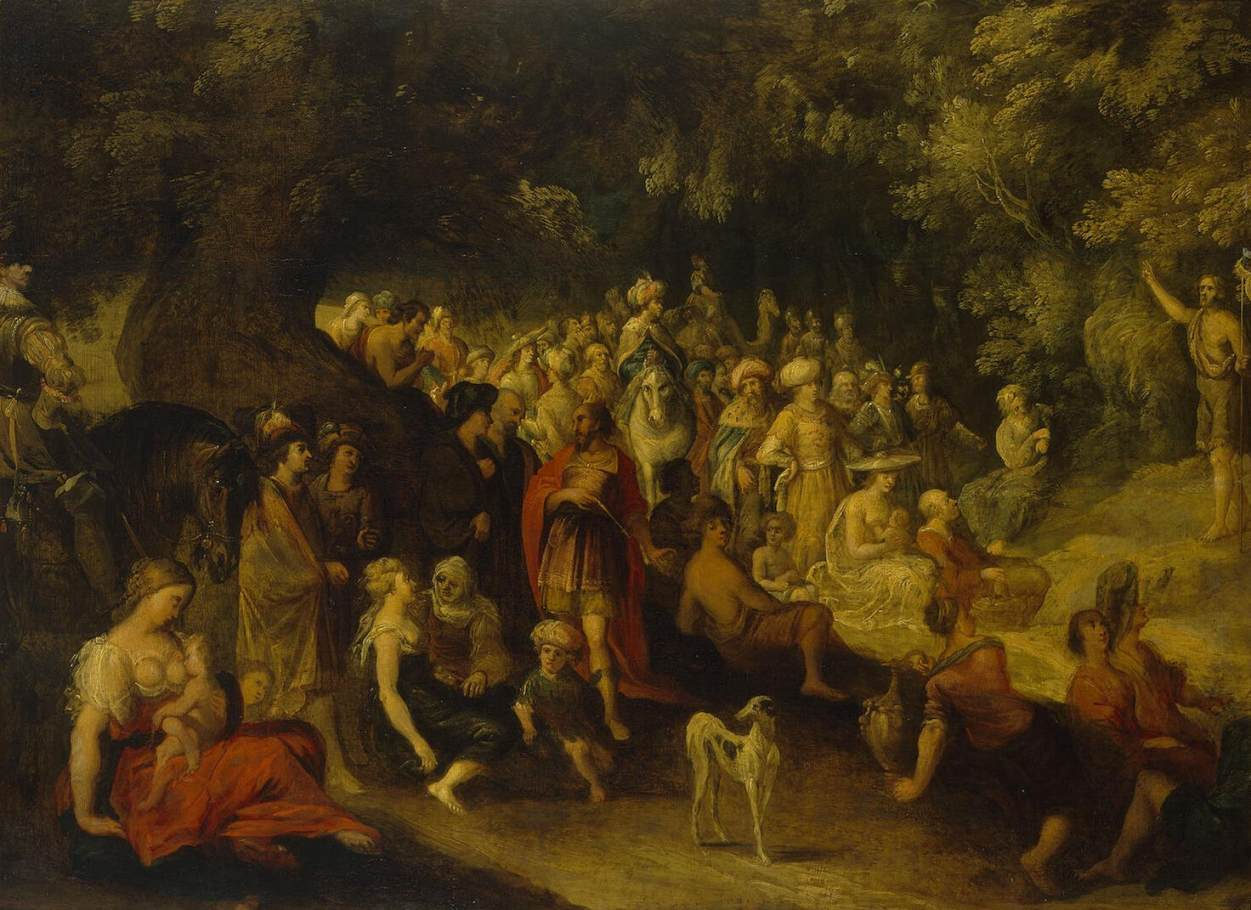
La predicación de San Juan Bautista, óleo sobre lienzo, 73 x 95 cm, San Petersburgo, Museo del Hermitage.

Hans Jordaens III (c. 1585/1605–1643) fue un pintor barroco flamenco especializado en pequeños cuadros de gabinete y galerías de pintura en el estilo de Frans Francken el Joven.

## Biografía y obra
Sin datos del lugar y fecha de su nacimiento, en 1617 se encontraba en Amberes donde el 26 de noviembre contrajo matrimonio con Maria van Dijck. El mismo año o poco más tarde ingresó en la guilda de San Lucas de Amberes donde se le documenta hasta su fallecimiento en 1643, enterrado el 15 de agosto de ese año.
Pintor de talento, aunque la obra conservada es muy escasa, en ocasiones colaboró con otros maestros como Joos de Momper o Abraham Govaerts a quienes pintó las figuras (staffage) de sus paisajes. Sus pequeños cuadros de gabinete de asunto bíblico, como el motivo del Paso del Mar Rojo, del que se conoce varias versiones, una de ellas firmada en 1624 ahora en Berlín, Staatliche Museen, o la Predicación del Bautista del Hermitage, muestran estrecha relación con el estilo de Frans Francken II a la vez que la influencia expresiva y colorista de Rubens en los movidos grupos de figuras. Se le atribuye también un Interior o galería de pinturas visitada por un grupo de aficionados, pintada en colaboración con Cornelis de Baellieur, autor de las figuras, y conservada en Viena, Kunsthistorisches Museum.